# Leptopelis jordani
Leptopelis jordani es una especie de anfibios de la familia Arthroleptidae.
Es endémica de Angola.
Su hábitat natural incluye ríos, marismas de agua fresca y corrientes intermitentes de agua.